# 2-Methoxynaphthalin
2-Methoxynaphthalin (auch 2-Naphthylmethylether oder Yara-Yara genannt) ist eine organische chemische Verbindung, die das Gerüst des Naphthalins hat und die sich vom 2-Naphthol (auch β-Naphthol genannt) ableitet. Es ist ein farbloser Feststoff, der seit über einem Jahrhundert als Duftmittel eingesetzt wird, beispielsweise in billigen Seifen oder in Räucherstäbchen. Der Geruch erinnert an Orangenblüten und damit an das Orangenblütenöl Neroli. Deshalb wurde 2-Methoxynaphthalin – wie das ähnlich durftende homologe 2-Ethoxynaphthalin – auch als Nerolin vermarktet. Zur Unterscheidung wurde 2-Methoxynaphthalin Nerolin I oder Nerolin alt genannt, 2-Ethoxynaphthalin Nerolin II oder Nerolin neu. Der Duft des Methylethers wird auch als Akaziennote beschrieben. Diese Stoffe sind Ersatzstoffe, die nicht in den duftenden Blüten der Natur vorkommen.

## Geschichte
Über eine erste Darstellung und Charakterisierung von 2-Methoxynaphthalin wurde 1879 berichtet, wobei der Geruch damals als „nach Ananas“ beschrieben wurde.

## Darstellung
Die Darstellung erfolgt aus 2-Naphthol und einem Methylierungsreagenz wie Methanol, Dimethylsulfat oder Diazomethan, wobei insbesondere die Methylierung mittels Dimethylsulfat genannt wurde. Als Katalysator für die Reaktion zwischen 2-Naphthol und Methanol wird zumeist Schwefelsäure verwendet, aber es können auch Molekularsiebe genutzt werden. Auch eine Synthese vom Typ der Williamson-Ethersynthese ist möglich, sie geht z. B. vom Natriumsalz des 2-Naphthols aus, das mittels Halogenmethan methyliert wird.

## Eigenschaften

### Physikalische Eigenschaften
2-Methoxynaphthalin ist in kaltem Wasser fast unlöslich (nur 75,9 mg/Liter), in heißem kaum löslich. Nur wenig löst sich in Methanol oder Ethanol. Es ist in Ether, Benzol, Chloroform und Schwefelkohlenstoff leicht löslich. 2-Methoxynaphthalin kann mit Wasserdampf destilliert werden. Seine Bildungsenthalpie beträgt −98 kJ·mol−1, die Verbrennungsenthalpie −5660 kJ·mol−1.

### Chemische Eigenschaften
Bei der Nitrierung mit Salpetersäure entsteht 1-Nitro-2-methoxynaphthalin.

## Verwendung
2-Methoxynaphthalin wurde wegen seines anhaftenden Geruchs vor dem 1. Weltkrieg zur Vergällung von für Industriezwecke genutzten fetten Ölen verwendet. In den 1960er Jahren wurde es in den USA in einer Konzentration von maximal 11 ppm als Aromastoff in Kaugummis verwendet. Außerdem diente es als Ausgangsstoff für die Synthese des fiebersenkenden Arzneistoffes Naproxen, von dem im Jahr 1970 500 kg aus 2-Methoxynaphthalin hergestellt wurden. Die wichtigste Verwendung ist die als Duftstoff in billigen Seifen. In der EU ist 2-Methoxynaphthalin als Aromastoff unter der FL-Nummer 04.074 zugelassen.

## Sicherheitshinweise
Wie die meisten organischen Substanzen ist auch dieser Ether brennbar. Er ist schädlich für Wasserorganismen. Beim Umgang damit Handschuhe und Schutzbrille tragen.